# 格塞克山
47°26′55″N 14°53′58″E / 47.44861°N 14.89944°E

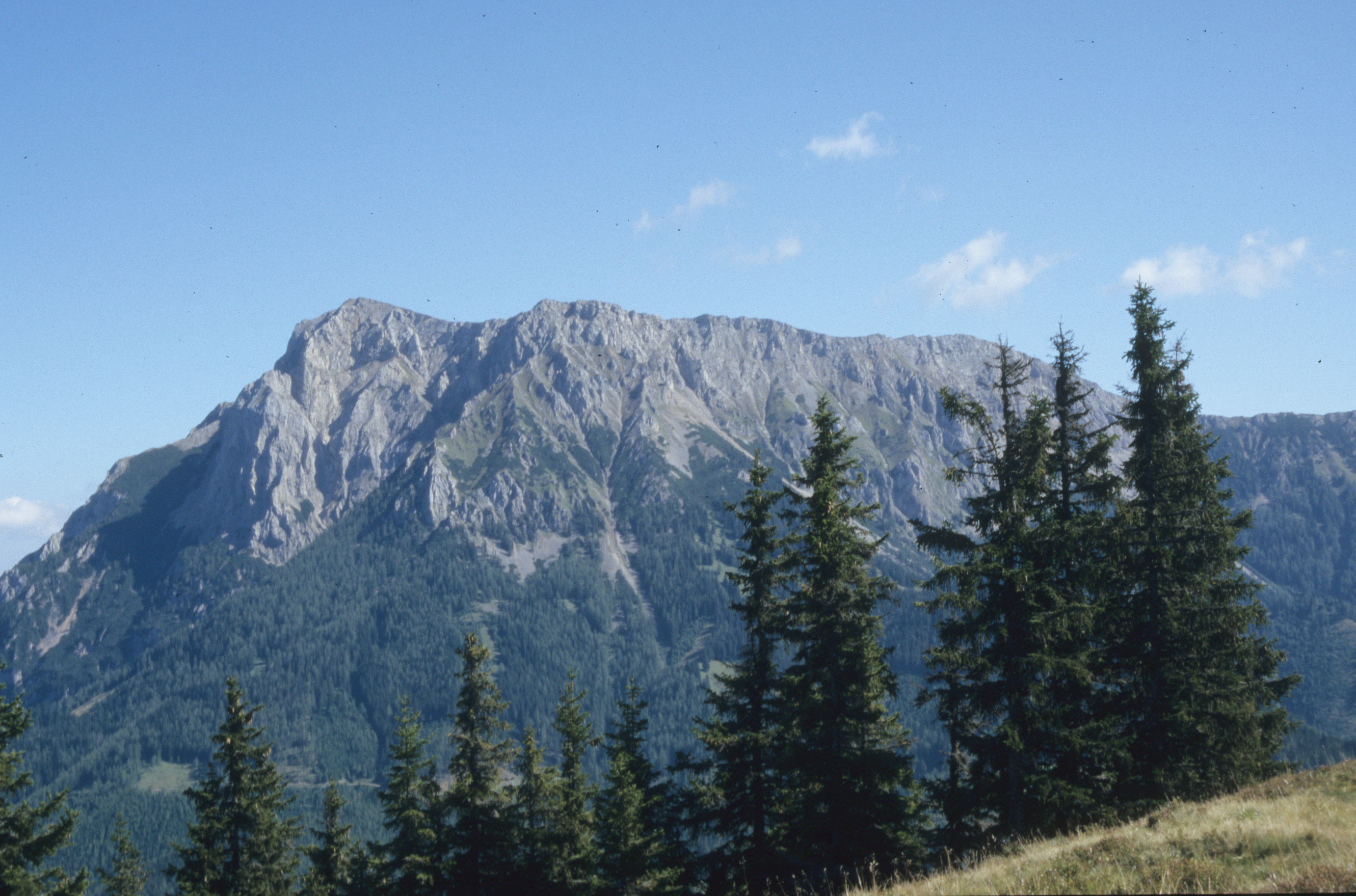

格塞克山（德語：Gößeck），是奧地利的山峰，位於該國中部，由施泰爾馬克州負責管轄，屬於布雷根茨森林山脈的一部分，海拔高度2,214米，每年平均降雨量1,632毫米。